# آل خجندي
كانت عائلة خجندي عائلة شافعية فارسية من علماء الدين ومقرها مدينة أصفهان في وسط إيران، لعبت دورًا رائدًا في السياسة الأصفهانية خلال العصر السلجوقي وحتى الغزو المغولي. يشير اسمهم إلى موطنهم خجندة في بلاد ما وراء النهر، والتي كانت آنذاك تحت الحكم القراخاني. كان مؤسس العائلة هو أبو بكر محمد بن ثابت الخجندي، الذي عُين رئيسًا للمدرسة الشافعية في أصفهان من الوزير الفارسي للسلاجقة نظام الملك. وبعد أبو بكر محمد بن ثابت الخجندي، أصبح أبو محمود حامد بن الخضر الخجندي في هذا المنصب. وتعرف هذه العائلة أيضًا باسم عائلة العلماء والأولياء والباحثين. الشيخ محمود خجندي هو ولي صوفي في عصر الغزو المغولي [القرن الثاني عشر]. بسبب أصولهم، أظهر الخجنديون هوية خراسانية إيرانية، ولكن بحلول القرن الثاني عشر تبنوا الهوية الإيرانية الغربية للسكان المحليين.